# 項棘叫姑魚
項棘叫姑魚為輻鰭魚綱鱸形目鱸亞目石首魚科的其中一種，分布於印度西太平洋區，包括暹羅灣、蘇門答臘、馬來半島、婆羅洲、蘇拉威西等海域，棲息深度15-300公尺，體長可達16公分，棲息在沿海海域，偶爾會進入河口區，可做為食用魚。